# Robert Moch
Robert « Bob » Moch (né le 20 juin 1914 à Montesano- 18 janvier 2005) est un rameur d'aviron (sport) américain.
Alors étudiant, Robert Moch remporte l'or olympique en 1936, en tant que barreur du huit de l'université de Washington, au terme d'une course d'anthologie face aux embarcations italienne et allemande. Une fois remportées les sélections olympiques à Princeton, sur le lac Carnegie, son père lui apprend par lettre en juillet 1936 alors qu'il est à New York pour rejoindre Berlin, que sa famille est juive, ce qu'il lui avait caché jusqu'alors. Après sa carrière sportive amateur, « Bob » Moch devient avocat.